# Tardos
Pour les articles homonymes, voir Tardos (homonymie).
Tardos est un village et une commune du comitat de Komárom-Esztergom en Hongrie. De 1954 à 1993, il s'est appelé Tardosbánya (« mine de Tardos »).